# 포켓돌스튜디오
포켓돌스튜디오(PocketDol Studio)는 대한민국의 연예 기획사이다.

## 창립 배경
2017년에 설립된 매니지먼트, 음반 제작 및 유통 사업을 하는 연예 기획사.
MBK엔터테인먼트가 아이돌 리부팅 프로젝트 - 더 유닛 제작을 위해 출자하여 설립한 회사며, 더 유닛 및 관련 그룹 활동 종료 후에도 사업을 지속하고 있다.

## 현재 소속 연예인

### 그룹
| 데뷔 | 그룹명       | 구성원                                                                                          | 리더   | 인조   | 이전 구성원 |
| ---- | ------------ | ----------------------------------------------------------------------------------------------- | ------ | ------ | ----------- |
| 2020 | BAE173       | 제이민, 한결, 유준, 무진, 준서, 영서, 도하, 빛                                                  | 이한결 | 8인조  | 남도현      |
| 2023 | 에스페로     | 허천수, 남형근, 켄지, 임현진                                                                    | 남형근 | 4인조  | -           |
| 2023 | 판타지보이즈 | 강민서, 이한빈, 히카리, 링치, 히카루, 김우석, 홍성민, 오현태, 김규래, 케이단                    | 강민서 | 10인조 | 소울        |
| 2025 | 더블원       | (비에이이일칠삼유준, 무진, 준서, 영서, 도하, 빛) (판타지보이즈 강민서 이한빈 히카리 링치 홍성민 |        | 11인조 |             |

### 솔로
| 데 뷔 | 성 명  |
| ----- | ------ |
| 2013  | 조이현 |
| 2024  | 복지은 |

## 현재 소속 연습생
- 유준원

## 이전 소속 연예인
- 유니티
- 유앤비
- 원더나인
- 홍자
- 솜이 (다이아 전 멤버)
- 다이아 (유니스, 주은, 희현, 예빈, 채연, 은채)
- 남도현 (BAE173 전 멤버)
- 송가인
- 소울 (판타지 보이즈 전 멤버)

## 방송제작
- 2020 KBS 2TV '트롯 전국체전'